# Leptomerosepsis rubiginosa
Leptomerosepsis rubiginosa är en tvåvingeart som beskrevs av Ozerov 1996. Leptomerosepsis rubiginosa ingår i släktet Leptomerosepsis och familjen svängflugor.
Artens utbredningsområde är Kamerun. Inga underarter finns listade i Catalogue of Life.